# عادل مدیوب
عادل مدیوب (انگلیسی: Abdel Medioub؛ زادهٔ ۲۸ اوت ۱۹۹۷) بازیکن فوتبال اهل الجزایر است.
وی همچنین در تیم ملی فوتبال الجزایر بازی کرده‌است.